# A gyermek (film, 2019)
A gyermek (eredeti cím: The Hole in the Ground) 2019-ben bemutatott brit-ír természetfeletti horrorfilm, amelyet Lee Cronin rendezett (debütáló). A forgatókönyvet Cronin és Stephen Shields írta. A producerei Conor Barry és John Keville. A főszerepben Seána Kerslake, James Cosmo, Kati Outinen, Simone Kirby, Steve Wall és James Quinn Markey látható.
A film világpremierje a Sundance Filmfesztiválon volt 2019. január 25-én. Írországban 2019. március 1-én mutatta be a Wildcard Distribution, az Egyesült Királyságban pedig a Vertigo Releasing. Magyarországon május 23-án jelent meg az ADS Service jóvoltából.
A történet egy fiatal nőt követ, aki gyanítani kezdi, hogy fia furcsa viselkedése egy titokzatos gödörhöz kapcsolódik.

## Cselekmény
Sarah (Seána Kerslake) és kisfia, Chris (James Quinn Markey) beköltöznek új házukba az ír vidéken, hogy új életet kezdhessenek, ezúttal az erőszakos apa nélkül. A ház azonban egy erdő mellett fekszik, ahol egy hatalmas gödör is rejtőzik.
Chris eleinte azon aggódik, hogy be tud-e illeszkedni az új iskolába, és hogy látja-e még valaha az édesapját. Hamarosan a fiú eltűnik az egyik éjszaka folyamán, azonban amikor előkerül, furcsán viselkedik. Sarah megkönnyebbül, hogy nem sérült meg fizikailag. Ahogy a viselkedése egyre zavaróbbá válik, Sarah attól tart, hogy a visszatért fiú egyáltalán nem is az ő fia.

## Szereplők
| Szerep        | Színész            | Magyar hang        |
| ------------- | ------------------ | ------------------ |
| Sarah O'Neill | Seána Kerslake     | Törőcsik Franciska |
| Des Brady     | James Cosmo        | Konrád Antal       |
| Noreen Brady  | Kati Outinen       | Menszátor Magdolna |
| Louise Caul   | Simone Kirby       | Bertalan Ágnes     |
| Rob Caul      | Steve Wall         | Epres Attila       |
| Chris O'Neill | James Quinn Markey | Epres Márton       |
| Jay Caul      | Eoin Macken        | Harcsik Róbert     |
| tanár         | David Crowley      |                    |

## Megjelenés
2018 decemberében az A24 és a DirecTV Cinema megszerezte az Amerikai Egyesült Államok terjesztési jogait a filmhez. Ugyanebben a hónapban a Vertigo Releasing megszerezte az Egyesült Királyság és Írország terjesztési jogait. A világpremierje a Sundance Filmfesztiválon volt 2019. január 25-én. 2019. március 1-én jelent meg az Egyesült Államokban és Írországban.